# Motín de Guanare
El motín de Guanare, también conocido como la masacre de Guanare, ocurrió el 1 de mayo de 2020 en el Centro Penitenciario de Los Llanos (Cepella) de Guanare, Venezuela. Los sucesos produjeron un saldo de alrededor de 47 muertos y 75 heridos.

## Motín
El motín tuvo lugar en el área administrativa y un ala del penal conocida como “Jumanji”, en la cual se encuentran los internos catalogados como “los Manchados”, los más denigrados por el pranato. Durante el motín se produjo un saldo de alrededor de 47 muertos y 75 heridos. Todos los muertos registrados inicialmente durante el suceso eran presos y no se reportó ninguna víctima mortal de la parte de las autoridades carcelarias.
El reporte del Observatorio Venezolano de Prisiones (OVP) indica que hay al menos 75 heridos, de los cuales 52 se mantienen hospitalizados. El OVP también indicó que durante los hechos se lesionó el director del centro penitenciario, Carlos Toro, por una herida por arma blanca en la espalda; y una teniente de la Guardia Nacional Bolivariana (GNB), Escarlet Arenas González, lesionada por el impacto de cinco esquirlas de granada. Un grupo que presentaba heridas leves, fue dado de alta y trasladado de vuelta a la cárcel entre la noche y la madrugada.
La directora del Observatorio Venezolano de Prisiones, Beatriz Carolina Girón, informó que “Los familiares están a las puertas de la morgue para trasladar los cadáveres, pero la medicatura forense de Guanare les pidió cloro y jabón para lavar los cuerpos y entregárselos", y que "hasta ahora no les permiten verlos, un familiar me dijo que los identifican con fotos que les muestran en una computadora”. Una mujer que se identifica como pariente de uno de los reclusos en un video que publicó Una Ventana a la Libertad declaró que a los familiares les informaron que les iban a mostrar un listado, pero que nos les habían dado ninguna información o sobre si sus familiares estaban vivos.

## Motivos
Para el 2 de mayo se desconoce cuál fue el detonante del hecho. Según los familiares de los reclusos, el motivo del motín fue por hambre y los reos reclamaban por comida. Carolina Girón, declaró que familiares llevaban la comida a la entrada del penal, aparentemente los guardias se quedaban con la comida. Un grupo de privados de libertad se dirigió hasta la puerta del penal para reclamar, donde estaban el director del penal y una autoridad militar, donde presuntamente se produjo un enfrentamiento y después un intento de fuga.
Cuatro voceros de la familia carcelaria de El Cepello ofrecieron sus testimonios a El Pitazo y denunciaron no fueron un enfrentamiento sino una masacre, señalando a la Guardia Nacional de propiciar la violencia cuando un grupo de presos exigía mejorar el pase de la comida y flexibilizar el régimen ver visitas, paralizado por la pandemia de COVID-19.
Una Ventana a la Libertad maneja dos versiones de los hechos, incluyendo una protesta y reclamos que protagonizaron los reclusos por la escasez de comida y agua que sufren dentro del centro penitenciario. La otra hipótesis señala al “Olivo”, pran o líder negativo del penal, quien sería el encargado de ordenar un motín como respuesta a la muerte de “su mano derecha”, asesinado por una comisión mixta del Cuerpo de Investigaciones Científicas, Penales y Criminalísticas, la Dirección General de Contrainteligencia Militar y la Policía de Portuguesa en la población de Biscucuy del estado. Según la ministra para el Servicio Penitenciario, Iris Varela, los presos fueron conminados por el pran y su banda a irrumpir con fuerza hacia el portón de la salida, declarando que “fueron amenazados con armas de fuego a que se fueran y asaltaran a los puestos de seguridad de la cárcel”. Varela prefirió no confirmar la cantidad de muertos hasta “esperar que concluyan las indagatorias para ofrecer un balance”.

## Reacciones
La Alta Comisionada de las Naciones Unidas para los Derechos Humanos, Michelle Bachelet, hizo un llamado al gobierno a investigar, resolver el hacinamiento y garantizar derechos básicos.
Luis Almagro, secretario general de la Organización de Estados Americanos (OEA), se refirió a la masacre "otra inaceptable forma de tortura de la dictadura."
La Comisión Interamericana de Derechos Humanos (CIDH) manifestó su preocupación ante los hechos y exhortó a las autoridades venezolanas a iniciar una investigación seria, imparcial y efectiva para determinar la verdad, el enjuiciamiento y el eventual castigo de los responsables materiales e intelectuales del suceso.
Amnistía Internacional señaló directamente al ejecutivo de Nicolás Maduro al culparlo por intentar “justificar la violencia empleada, declarando que se habría tratado de un intento de fuga por parte de las personas privadas de libertad”.
El Programa Venezolano de Educación-Acción en Derechos Humanos (Provea) denunció que esta es la cuarta masacre desde 2017, después de “39 presos asesinados en Amazonas, 69 murieron en 2018 en PoliCarabobo y 30 en mayo de 2019 en Acarigua", diciendo que "La impunidad favorece que se repitan estas masacres”. 
Beatriz Carolina Girón cuestionó que en el centro penitenciario no se lleve un control de los internos, situación que atribuyó al hacinamiento, destacando que "No tienen ni siquiera los números de cédula, los nombres ni apellidos” y que la cárcel “está construida para 750 personas y había 2.500".